# Wereldkampioenschappen schaatsen afstanden 2015 - 5000 meter vrouwen
De 5000 meter vrouwen op de wereldkampioenschappen schaatsen afstanden 2015 werd gereden op vrijdag 13 februari 2015 in het ijsstadion Thialf in Heerenveen, Nederland.
Martina Sáblíková was de regerend Olympisch en wereldkampioen, de enige wereldbekerwedstrijd over de vijf kilometer dit seizoen werd gewonnen door Claudia Pechstein. Sáblíková werd wereldkampioene voor Carlijn Achtereekte en Pechstein.

## Plaatsing
De regels van de ISU schrijven voor dat er maximaal twaalf schaatssters zich plaatsen voor het WK op deze afstand. Geplaatst zijn de beste zes schaatssters van het wereldbekerklassement na vier manches, aangevuld met de zes tijdsnelsten van de wereldbekerwedstrijd in Seoel. Achter deze twaalf namen werd op tijdsbasis nog een reservelijst van zes namen gemaakt. Aangezien het aantal deelnemers per land beperkt is tot een maximum van twee (eerdere jaren was dit drie), telt de derde (en vierde etc.) schaatsster per land niet mee voor het verloop van de ranglijst. Het is aan de nationale bonden te beslissen welke van hun schaatssters, mits op de lijst, naar het WK afstanden worden afgevaardigd.

## Statistieken

### Uitslag
| #      | Naam                | Land | Tijd    |
| ------ | ------------------- | ---- | ------- |
| Goud   | Martina Sáblíková   | CZE  | 6.52,73 |
| Zilver | Carlijn Achtereekte | NED  | 6.54,49 |
| Brons  | Claudia Pechstein   | GER  | 6.56,53 |
| 4      | Jorien Voorhuis     | NED  | 7.05,64 |
| 5      | Olga Graf           | RUS  | 7.07,89 |
| 6      | Ivanie Blondin      | CAN  | 7.08,97 |
| 7      | Anna Tsjernova      | RUS  | 7.13,71 |
| 8      | Stephanie Beckert   | GER  | 7.16,19 |
| 9      | Jelena Peeters      | BEL  | 7.17,28 |
| 10     | Shoko Fujimura      | JPN  | 7.19,44 |
| 11     | Maria Lamb          | USA  | 7.20,42 |
| 12     | Kim Bo-reum         | KOR  | 7.39,30 |

### Loting
| Rit | Binnenbaan          | Buitenbaan        |
| --- | ------------------- | ----------------- |
| 1   | Maria Lamb          | Shoko Fujimura    |
| 2   | Carlijn Achtereekte | Anna Tsjernova    |
| 3   | Kim Bo-reum         | Stephanie Beckert |
| 4   | Jelena Peeters      | Olga Graf         |
| 5   | Ivanie Blondin      | Martina Sáblíková |
| 6   | Jorien Voorhuis     | Claudia Pechstein |

1996 · 
1997 · 
1998 · 
1999 · 
2000 · 
2001 · 
2003 · 
2004 · 
2005 · 
2007 · 
2008 · 
2009 · 
2011 · 
2012 · 
2013 · 
2015 · 
2016 · 
2017 · 
2019 · 
2020 · 
2021 · 
2023 · 
2024 · 
2025